# Alfred Touny
Pour les articles homonymes, voir Touny.
Alfred Touny, né le 24 octobre 1886 à Paris et fusillé à la fin du mois d'avril 1944 dans les fossés de la citadelle d'Arras, est un résistant français, compagnon de la Libération. Il contribua notamment à la création de l'Organisation civile et militaire (OCM).

## Biographie

### Jeunesse et études
Alfred-Georges-Jean-René Touny est le fils de Marie-Cécile-Armantine Catois (1863-1908) et du commissaire Émile Touny (1852-1933), directeur de la police municipale de Paris entre 1897 et 1914.
Après de brillantes études au lycée Henri-IV à Paris, il entre à Saint-Cyr en 1904 et en sort, en 1906, major de la promotion « Centenaire d'Austerlitz ». Il quitte l'armée dès l'année suivante.

### Première Guerre mondiale
Mobilisé dans les Cuirassiers comme lieutenant de réserve en août 1914, il est légèrement blessé par balle le 9 septembre 1914 à Nanteuil-le-Haudouin lors de l'attaque d'un convoi. Il passe dans le service d'État-major en 1916. En 1917, il est promu capitaine et décoré de la Légion d'honneur ; il reçoit six citations.

### Entre-deux-guerres
En 1919, il démissionne de l'armée et s'inscrit comme avocat au barreau de Paris, qu'il quitte en 1923 pour l'industrie.

### Engagement politique
Officier conservateur, Alfred Touny adhère aux Croix-de-Feu du colonel de La Rocque. Lorsque l'association est dissoute en juin 1936, il rejoint la formation qui lui succède, le Parti social français (PSF). Il préside le comité PSF du 16e arrondissement de Paris, une importance section de la capitale. En mars 1937, La Rocque lui remet sa rosette d'officier de la Légion d'honneur. Cependant, comme bon nombre d'anciens Croix-de-Feu, Touny accepte mal la transformation politique du mouvement. À l'instar de Joseph Pozzo di Borgo, il finit par démissionner du PSF et rompt avec La Rocque. À l'automne 1937, il témoigne même contre ce dernier dans le procès en diffamation qu'il intente au colonel Guillaume, directeur du magazine d'extrême-droite Choc, dans l'affaire des fonds secrets,.

### Campagne de France
Lieutenant-colonel de réserve en 1938, il est rappelé en août 1939 pour servir à l'État-major du corps de cavalerie à Saint-Quentin puis, en janvier 1940, au 2e Bureau de l'État-major de la IVe Armée, sur le front de Lorraine.

### Résistance
Dès novembre 1940, il essaie d'établir des contacts et de chercher des renseignements. Il rencontre Jacques Arthuys et participe avec lui à la création de l'Organisation civile et militaire (OCM), dont il dirige le réseau de renseignements. Il recrute lui-même un grand nombre d'agents avec lesquels il constitue un réseau couvrant tout le Nord et l'Ouest de la zone occupée. En décembre 1941, le fondateur de l'OCM, Jacques Arthuys, est arrêté et le lieutenant-colonel Touny prend sa place à la tête du mouvement.
Pierre Brossolette met l’OCM en contact avec Gilbert Renault, alias le colonel Rémy, fondateur du réseau Confrérie Notre-Dame, grâce auquel les informations de l'OCM peuvent être transmises aux services secrets de la France libre, le Bureau central de renseignements et d'action (BCRA). Engagé dans les Forces françaises libres le 20 avril 1942, Alfred Touny, avec le soutien de la Confrérie Notre-Dame, voit son réseau de renseignements, devenu le réseau Centurie, s'agrandir considérablement. Il règle avec Londres et le Bureau des opérations aériennes (BOA) les opérations de parachutage qui permettent d'armer les membres de l'organisation.
D'autre part, sous le nom de « Langlois », il siège au Conseil central de la Résistance puis devient président de la commission militaire du Conseil national de la Résistance (CNR), où il contribue à réaliser en zone Nord les projets du général Vidal (alias Charles Delestraint) premier chef de l'Armée secrète (AS), arrêté en juin 1943 à Paris, et à constituer avec les éléments de diverses organisations de résistance l'Armée secrète.

### Décès
Arrêté à son domicile parisien le 25 février 1944, il est fusillé dans les fossés de la citadelle d'Arras à la fin du mois d'avril 1944.
Son corps est inhumé dans le caveau no 10 du Mémorial de la France combattante au mont Valérien (Suresnes).
Son fils Roger Touny (1922-1991), engagé dès juillet 1940 dans la France libre alors qu'il n'avait que 18 ans, est également Compagnon de la Libération.

## Décorations
- Officier de la Légion d'honneur (décret du 23 décembre 1936)[4],[3]
- Compagnon de la Libération à titre posthume par décret du 13 novembre 1945[4]
- Croix de guerre 1914–1918 avec 6 citations[4]
- Croix de guerre 1939–1945 avec 2 citations[4]
- Médaille de la Résistance française par décret du 15 octobre 1945[8],[4]
- Insigne des blessés militaires (1 blessure)
- Croix de guerre (Belgique)[3]
- Chevalier de 5e classe du Mérite militaire (Bulgarie)[3]

## Hommages
- Une rue d'Arras porte le nom « Rue du Colonel Touny »[5].
- Une plaque commémorative est installée au début de la rue du Général-Langlois dans le 16e arrondissement de Paris. Elle indique qu'Alfred Touny habitait au no 5 de cette voie, à son époque nommée villa Decamps.